# Хенклакар
Хенклакар (дарг. ХIенкьлакьар) — село в Акушинском районе Дагестана. Входит в состав Дубримахинского сельсовета.

## Географическое положение
Село находится на берегу реки Инки (бассейн р. Акуша), на расстоянии 3 км к юго-востоку от села Акуша, административного центра района.

## Население
| 1939 | 1970 | 1989 | 2002 | 2010 | 2021 |
| ---- | ---- | ---- | ---- | ---- | ---- |
| 26   | ↗30  | ↗50  | ↘11  | ↗20  | ↘13  |